# Transcend

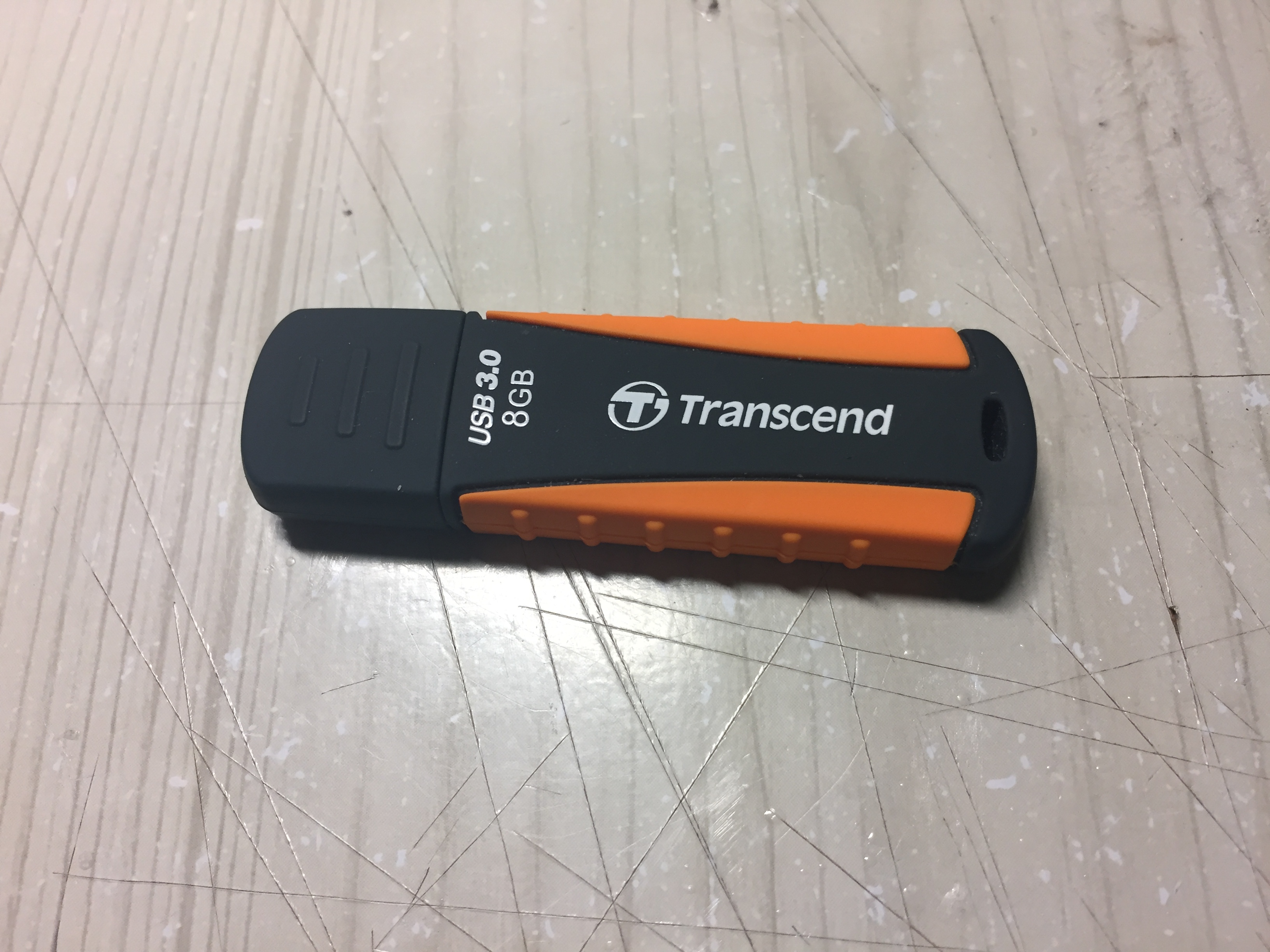
Transcend-USB-Stick

Transcend Information, Inc. (chinesisch 創見資訊, Pinyin Chuàngjiàn Zīxùn) ist ein taiwanisches Unternehmen mit Zentrale in Taipei, das Speichermodule und -Produkte herstellt und vertreibt.
Das Unternehmen wurde im Jahr 1988 von Peter Shu (束崇萬,  Shù Chóngwàn) gegründet.
Zu Beginn hatte Transcend mit dem Treiber JetMate für Laserdrucker und der Verschlüsselungssoftware KeyPro lediglich zwei Produkte auf dem Markt. Kurz darauf wurde das Sortiment um Speichererweiterungen zunächst für Drucker, später auch für Computer erweitert. Mittlerweile umfasst die Arbeitsspeicher-Produktlinie über 2.500 Speichermodule für eine Vielzahl an Geräten wie Desktop-PCs und Notebooks, Server, Workstations, Faxgeräte usw. Alle Speicherprodukte sind dabei sowohl als Spezialspeicher für Markenhardware als auch als Speicher für nichtproprietäre Geräte von Handelsmarken erhältlich. Ferner bietet das Unternehmen Speichermodule der Niedrigpreis-Serie JetRam sowie für Übertaktung ausgelegte Module, aXeRam, an.
Seit dem Jahr 2000 stellt Transcend auch Flash-Speicherprodukte her. Neben Speicherkarten der Formate Secure Digital, SDHC, SDXC, miniSD, miniSDHC, microSD, microSDHC, CompactFlash und Multimedia Card umfasst das Portfolio des Herstellers auch USB-Stick (JetFlash), externe Festplatten (StoreJet), MP3-Player (ehemals T.sonic) und verschiedene Zubehörprodukte. Darüber hinaus werden Flash-Speicherprodukte für den industriellen Gebrauch angeboten. 2007/2008 kamen digitale Bilderrahmen (ehemals T.photo) und Solid State Drives (SSDs) hinzu. Anfang 2009 brachte Transcend als einer der ersten Hersteller eine externe SSD auf den Markt. Seit 2010 hat Transcend auch USB-3.0-Festplatten und HD-Media-Player im Programm. Seit 2010 hat Transcend viele Festplatten auf den Markt gebracht, darunter solche, die mit MacBooks kompatibel sind, USB-C-Versionen und robuste externe Festplatten.
Transcend Information Inc. gründete weltweit mehrere Tochtergesellschaften und besitzt mittlerweile 13 Niederlassungen u. a. in den USA (1990), Deutschland (1992), den Niederlanden (1996), Japan (1997), Hongkong (2000), der Volksrepublik China (2001), Großbritannien (2005) und Südkorea (2008). Die Niederlassung der deutschen Transcend Information Trading GmbH befindet sich in Hamburg. Im Mai 2001 wurde Transcend der erste börsennotierte Speicherhersteller Taiwans (TSEC 2451).
Transcend vermarktet seine Produkte selbst und vermarktet sie in Asien in unternehmenseigenen Transcend-Shops. Im Bereich E-Commerce ist Transcend in Taiwan seit 2000 aktiv. Im Jahr 2008 wurde Transcend vom amerikanischen Business Week Magazine auf dem 62. Platz unter den InfoTech 100 und auf dem 7. Platz in der Halbleiterindustrie gelistet. Zudem landete das Unternehmen in einer Studie des Marktforschungsinstituts Interbrand mit einem geschätzten Markenwert von 244 Millionen US-Dollar auf dem 13. Platz der 20 wertvollsten Marken Taiwans 2008. Die deutsche Transcend-Niederlassung ist seit 2008 Mitglied im Bitkom.